# 擬似語
擬似語（、英: pseudoword）は、音はそれらしいが意味を持たない実在しない単語。言語に関する実験で用いられる。

## 擬似語の例
- かろそ（和語）、やなばしい（和語）、きっせい（和語）、くんがい（和語）、おぼおぼしい（和語）、つんそう（和語）、にぬい（和語）、とっそう（和語）、ありみ（和語）、おうねい（和語）、ひつごと（和語）等。[独自研究?]

以下はカタカナ語での例。
- テポクロン、ナリクボン、オーロムッス、パコンノセ、エリーヌットル、コマンデリュース、カルテックラー、ボデリウン　等。[独自研究?]